# Pescênio Níger
Caio Pescênio Níger (português brasileiro) ou Caio Pescénio Níger (português europeu) (em latim: Gaius Pescennius Niger) foi imperador romano entre 193 e 194 durante o ano dos cinco imperadores. Ele tomou o trono imperial depois do assassinato de Pertinax e da ascensão de Dídio Juliano, mas acabou derrotado por um outro pretendente, Sétimo Severo, e morto quando tentava fugir de Antioquia.

## Etimologia
O nome "Níger" significa "negro", um cognome que coincidentemente contrastava com o de um de seus rivais em 194, Clódio Albino, cujo cognome Albino (Albinus) significa "branco". De acordo com a pouco confiável História Augusta, ele recebeu-o por que seu pescoço era negro.

## Início da carreira
Embora Níger tenha nascido numa tradicional família equestre italiana entre 135 e 140, ele foi o primeiro membro da família a alcançar a função de senador. Não se sabe muito sobre os primeiros anos de sua carreira; é possível que ele tenha exercido uma função administrativa na província do Egito e servido numa campanha militar na Dácia bem no início do reinado de Cômodo. No final da década de 180, ele foi eleito cônsul sufecto depois que Cômodo nomeou-o legado imperial da Síria em 191.
Ele ainda estava servindo lá quando as notícias do assassinato de Pertinax chegaram, seguidas imediatamente pela vergonhoso leilão do título imperial pela guarda pretoriana que acabou na ascensão de Dídio Juliano. Níger era uma personalidade pública com boa reputação em Roma e logo uma revolta popular contra Dídio Juliano irrompeu na qual os romanos chamaram Níger para reivindicar o título para si. Por causa disso, acredita-se que Juliano tenha enviado um centurião ao oriente com ordens de matá-lo ainda em Antioquia.
O resultado da revolta em Roma foi a proclamação de Níger como imperador pelas legiões do oriente no final de abril de 193. Ao ascender, Níger incorporou o cognome Justo (Justus). Apesar de a propaganda oficial de Sétimo Severo ter depois alegado que Níger teria se revoltado contra Dídio, foi o próprio Severo que se rebelou primeiro, reivindicando o título em 9 de abril. Níger havia despachado mensageiros para Roma com a missão de anunciar sua elevação ao trono, mas eles foram todos interceptados por agentes de Severo e enquanto Níger arregimentava aliados nas províncias orientais, Severo marchou para Roma, onde chegou no início de junho de 193, pouco depois da morte de Dídio Juliano.

## Sétimo Severo e Níger

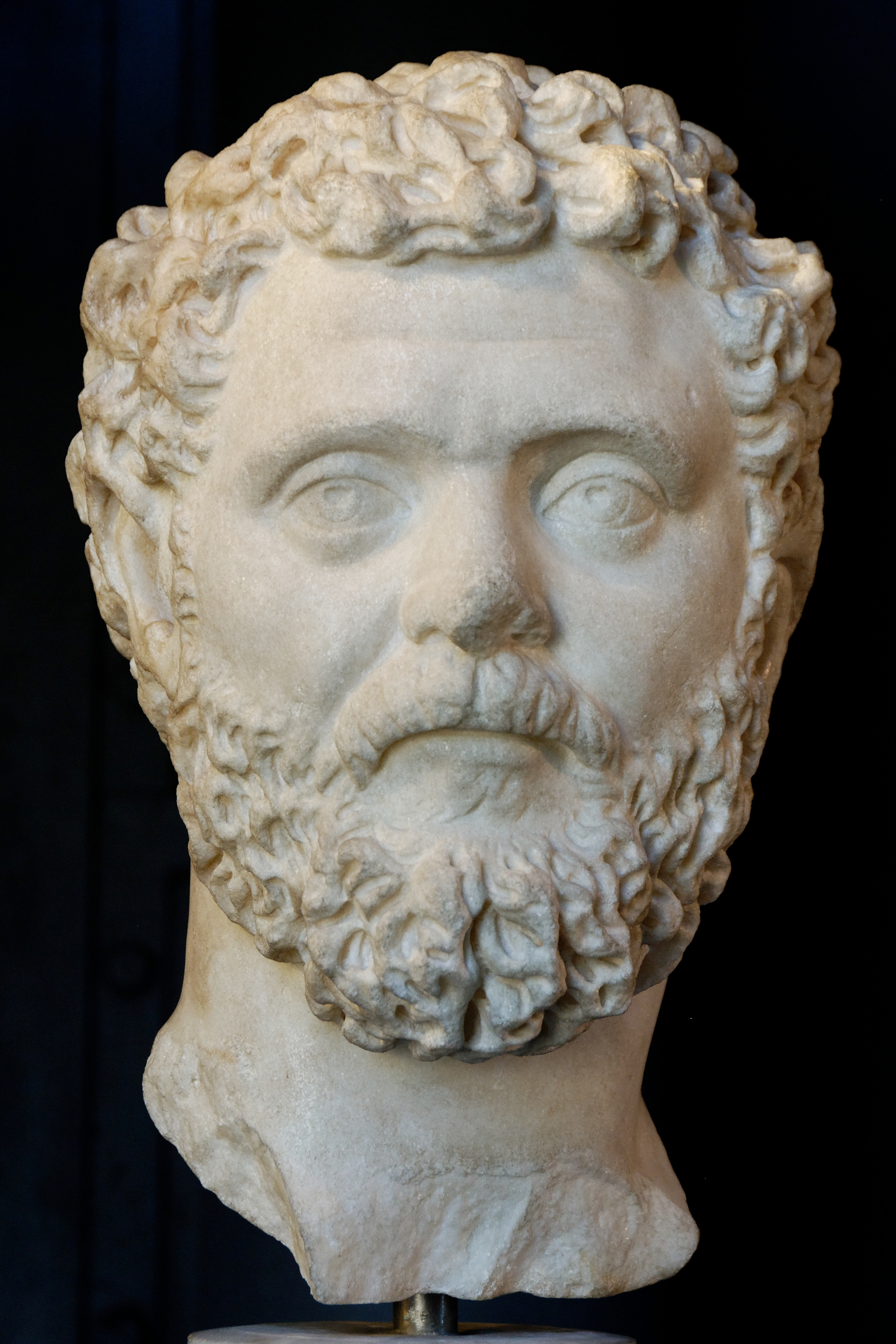
Sétimo Severo.
Busto no Museus Capitolinos em Roma.

Severo imediatamente começou a consolidar-se no trono e ordenou a seu prefeito recém-eleito, Caio Fúlvio Plauciano, que capturasse os filhos de Níger e os mantivesse como reféns. Enquanto isso, Níger também estava ocupado garantindo o apoio de todos os governadores das províncias orientais, inclusive o poderoso procônsul da Ásia, Asélio Emiliano, que invadiu e ocupou Bizâncio em nome de Níger. Níger marchou em seguida para o Egito enquanto Severo tentava o possível para proteger o vital suprimento de cereais que vinha da província ordenando que as tropas que ainda lhe eram leais que vigiassem a fronteira ocidental da província e que evitassem que a legião estacionada no Egito, a II Traiana Fortis, se juntasse a Níger.
Embora seu território fosse muito rico, os recursos militares à disposição de Níger eram inferiores aos de Severo: enquanto este tinha dezesseis legiões danubianas, Níger tinha apenas seis, três na Síria, duas na Arábia Pétrea e uma em Melitene. Por conta disso, Níger decidiu tomar a iniciativa e enviou uma força para a Trácia, onde parte do exército de Severo, liderada por Lúcio Fábio Cilão, foi derrotada em Perinto.
Severo então marchou para o oriente, enviando seu general, Tibério Cláudio Cândido à frente. Níger, cuja capital agora era Bizâncio, deu a Asélio Emiliano a missão de defender a margem sul do Mar de Mármara. Durante a marcha, Severo ofereceu a Níger a oportunidade de se render e partir para o exílio, mas ele recusou confiante no resultado do confronto militar. No outono de 193, Cândido enfrentou Emiliano na Batalha de Cízico e as forças de Níger além de terem sido derrotadas, perderam seu general. Bizâncio foi cercada e Níger acabou tendo que recuar para Niceia. A cidade continuou fiel a Níger e Severo só conseguiu tomá-la no final de 195.
No final de dezembro de 193, Níger foi novamente derrotado na Batalha de Niceia. Ainda assim, ele conseguiu recuar com o grosso de suas forças para os Montes Tauro, que defenderam os passos por alguns meses enquanto Níger voltava para Antioquia. Porém, o problema para Níger agora era o declínio de seu apoio no oriente. Algumas cidades desertaram, principalmente Laodiceia e Tiro. Em 13 de fevereiro de 194, o Egito se declarou a favor de Severo, seguido pelo legado da Arábia, o que praticamente acabou com as chances de sucesso de Níger.
Depois de Severo ter substituído Cândido por Cornélio Anulino, Níger enfrentou-o na Batalha de Isso em maio de 194, onde, depois de uma longa e difícil batalha, foi finalmente derrotado. Forçado a recuar para Antioquia, Níger foi capturado quando tentava fugir para a Pártia. Ele foi decapitado e sua cabeça foi levada para Bizâncio, que ainda assim não se rendeu. Severo finalmente tomou e arrasou completamente a cidade, ordenando que ela fosse reconstruída em seguida. A cabeça de Níger depois foi para Roma para ser exibida ao povo romano.
Depois de sua vitória no oriente, Severo puniu todos os que haviam se aliado a Níger. Ele também ordenou que sua mulher e filhos fossem executados e suas posses, confiscadas.

## Bibliografia

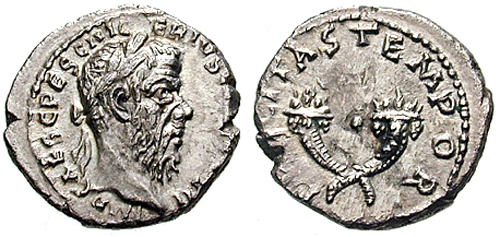
Denário de Pescênio Níger com a inscrição IMPERATOR CAESAR GAIVS PESCENNIVS NIGER IVSTVS AVGVSTVS CONSVL II.